# .310 Cadet
O .310 Cadet, também conhecido como .310 Greener ou .310 Martini, cartucho de fogo central metálico, lançado em 1900 pela W. W. Greener como um cartucho voltado para tiro ao alvo para o rifle Martini Cadet. Disparando uma bala de chumbo com rebaixo de 120 grãos (7,78 gramas) a 1350 pés/s (411 m/s), o projétil é semelhante em desempenho ao .32-20 Winchester e alguns rifles podem disparar ambos os cartuchos com alguma precisão.

## Utilização
Balas jaquetadas foram usadas na munição dos rifles de cadetes na Austrália e na Nova Zelândia após a publicação dos "Defence Acts" no início do século XX. Na Nova Zelândia, após o início da Guerra dos Bôeres, um corpo de cadetes foi formado; em 1901, foi recomendado que a adesão fosse obrigatória. 500 miniaturas do rifle Martini–Henry fabricados pela Westley Richards estavam disponíveis em outubro de 1902 (segundo o "Auckland Star") e 5.000 em abril de 1903 (Segundo o "Star"). Esses rifles ganharam popularidade na Austrália, Nova Zelândia e Estados Unidos quando milhares de rifles Martini Cadet foram vendidos pelo governo australiano após a Segunda Guerra Mundial.
Depois de serem vendidos pelo governo australiano, muitos Martini Cadet foram convertidos em rifles esportivos ou para tiro ao alvo, muitas vezes retrabalhados para calibres como .22 Hornet, .218 Bee, .25-20 Winchester, .222 Rimmed, .357 Magnum e outros para .22 Rimfire por fabricantes de armas como a Sportco.
Aqueles que ainda usam o .310 Cadet precisam comprar estojos para recarga manual, da Bertram Bullet Co. em Victoria, Austrália, ou de vários pequenos fabricantes independentes de munição na Austrália e no Reino Unido. No entanto, esses estojos novos do .310 Cadet são 3-4 vezes mais caros que os .32-20 Winchester, portanto, os atiradores modificam os estojos do .32-20, como uma alternativa mais barata.
As modificações envolvem alteração do comprimento e, redução da espessura do aro. Devido ao .310 usar uma bala com rebaixo, a espessura do "pescoço" do .32-20 não precisa ser alterada, após ter o comprimento do estojo alterado para 1.075" (27,3 mm).
A maioria dos rifles Martini Cadet com câmara para o .310 Cadet precisam que a espessura do aro do estojo .32-20 seja reduzida de 0,065" para 0,045" (1,7 mm para 1,14 mm), para permitir o "headspace" adequado e a operação do rifle. No entanto, no caso incomum de uma ação de alavanca um estojo .32-20 em um cano .310, o rifle terá um ciclo melhor se a espessura do aro do estojo for mantida. Como o recarregamento doméstico é a principal opção para o .310, muitos atiradores jogam com diferentes reduções de comprimento do estojo .32-20, entre 0,875" e 1,185" (22,23 mm a 30,10 mm).

## Dimensões

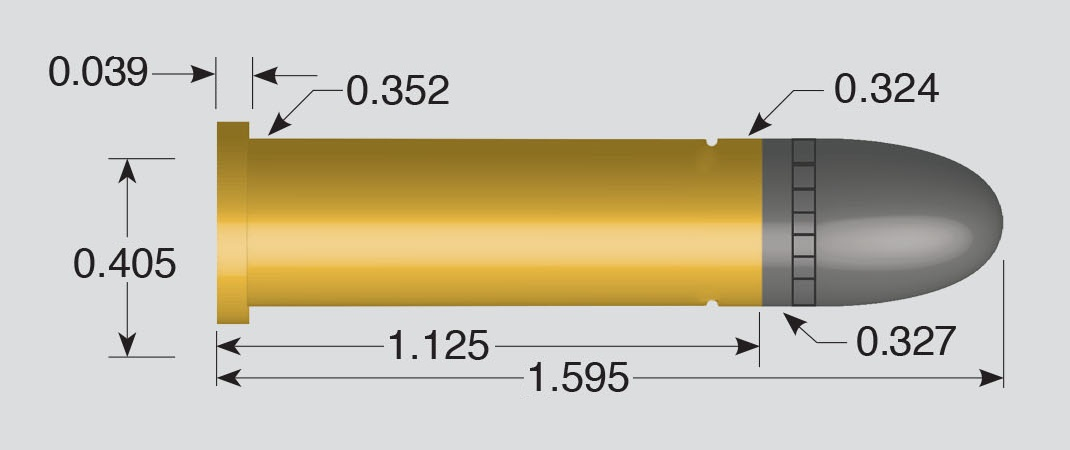

## Galeria
Exemplares do .310 Cadet
- Um .310 Cadet australiano com bala jaquetada.
- Um .310 Cadet britânico com bala comum.